# Загайновцы
 Загайновцы  — деревня в Кумёнском районе Кировской области в составе Большеперелазского сельского поселения.

## География
Расположена на расстоянии примерно 5 км на восток-юго-восток от районного центра поселка Кумёны.

## История
Известна с 1702 года как починок Братухинский с 3 дворами, в 1764 105 жителей. В 1873 году здесь (починок Братухинский или Загайновцы), где дворов 14 и жителей 97, в 1905 18 и 109, в 1926 (Загайновцы или Братухинский), в 1950 25 и 89, в 1989 12 жителей. Настоящее название утвердилось с 1939 года.

## Население
Постоянное население составляло 6 человек (русские 100%) в 2002 году, 2 в 2010.